# Спорная территория

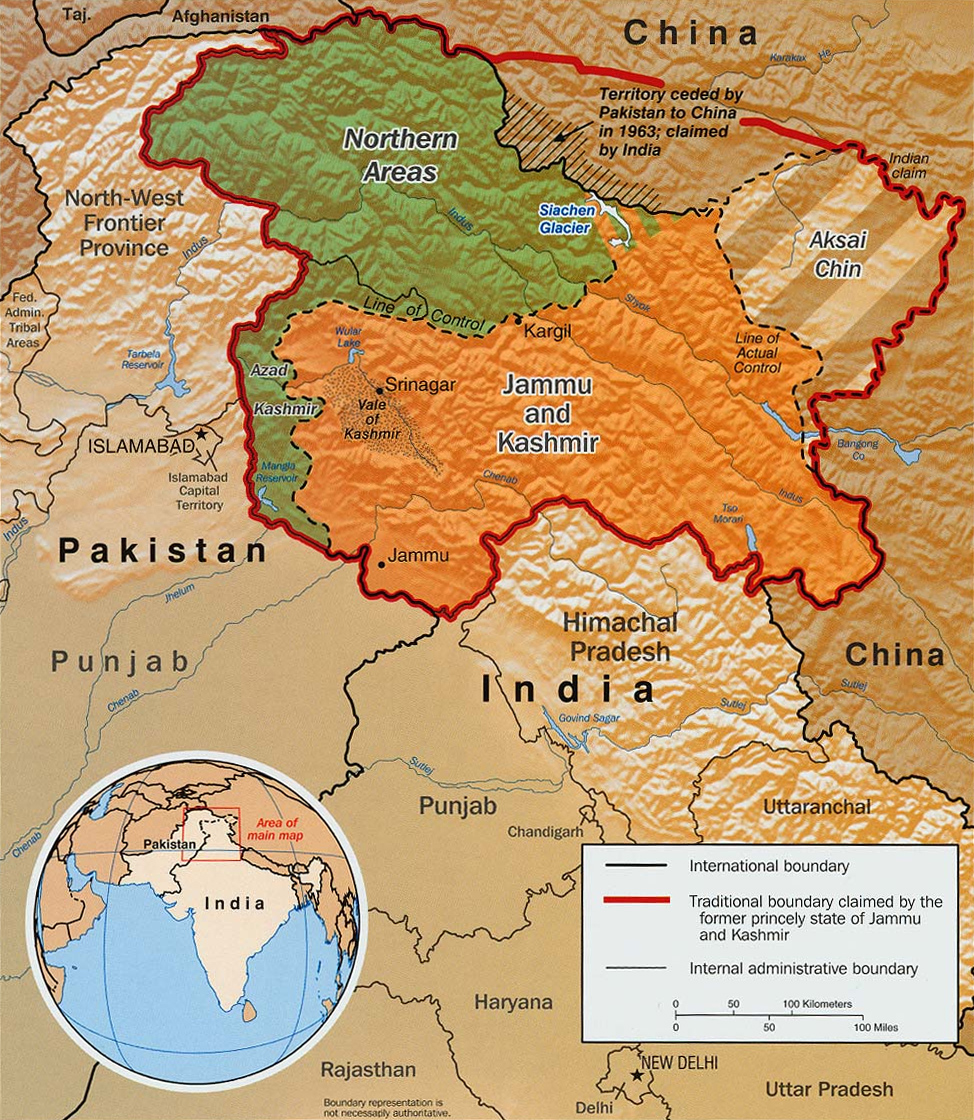
Спорная территория Кашмир

Спо́рная террито́рия — территория (область, регион, район, участок местности), чья государственная принадлежность является предметом территориального спора между двумя или несколькими государствами.

## Европа
- Оливенса — управляется Испанией, оспаривается Португалией.
- Гибралтар — управляется Великобританией, оспаривается Испанией (проблема принадлежности Гибралтара[англ.]).
- Косово — бо́льшая часть управляется частично признанной Республикой Косово, расположена в пределах границ Сербии, Северное Косово находится под местным самоуправлением и контролируется KFOR, оспаривается Республикой Косово и Сербией.
- скала Роколл — оспаривается Великобританией, Ирландией, Данией (Фарерские острова) и Исландией, фактически находится под контролем Великобритании (территориальный спор вокруг Роколла[англ.]).
- острова Вуковар и Шаренград — во времена существования Югославии входили в состав СР Хорватии. Во время войны контролировались вооружёнными силами Сербской Краины. После войны перешли под управление Сербии, оспариваются Хорватией (территориальный спор между Сербией и Хорватией).
- участок между высочайшей точкой горного массива Монблан и пиком Монблан-де-Курмайёр — спорная территория между Францией и Италией (проблема принадлежности Монблана[нем.]).

## Постсоветское пространство
- Приднестровская Молдавская Республика — непризнанное государство, контролирующее территорию, согласно административно-территориальному делению Молдовы, расположенную в границах Молдовы; согласно решению ПАСЕ, является оккупированной Россией частью Молдовы[1]. Населённые пункты Васильевка, Дороцкое, Кочиеры, Кошница, Моловата Ноуэ, Похребя, Пырыта, Копанка и часть г. Бендеры (посёлок Варница) управляются Молдовой, но, согласно административно-территориальному делению ПМР, расположены в её границах.
- Южная Осетия — частично признанное государство, контролирующее территорию, согласно административно-территориальному делению Грузии, расположенную в границах бывшей Юго-Осетинской автономной области Грузии.
- Абхазия — управляется частично признанной Республикой Абхазия, согласно административно-территориальному делению Грузии расположена в пределах границ Грузии.
  - село Аибга Гагрского района Абхазии с прилегающей территорией (160 км²) — оспаривается Россией как часть единого села Аибга, разделённого в советское время административной границей по реке Псоу между РСФСР и Грузинской ССР. Контролируется Абхазией.
- Оккупированные Россией территории Украины —  согласно административно-территориальному делению Украины и позиции ООН, расположены в границах Украины:
  - Крым – на 23 февраля 2022 года бо́льшая часть полуострова с 2014 года, находящаяся в пределах признанных большинством государств — членов ООН границ Украины, оккупирована и аннексирована Россией, контролирующей территорию Крыма[2][3]. Согласно федеративному устройству России, на территории Крыма располагаются субъекты Российской Федерации — Республика Крым и город федерального значения Севастополь. Согласно административному делению Украины, на территории Крыма располагаются регионы Украины — Автономная Республика Крым и город со специальным статусом Севастополь. Северная часть Арабатской стрелки относится к Херсонской области Украины (Стрелковский и Счастливцевский сельсоветы Генического района).
  - Донецкая Народная Республика — до сентября 2022 года подконтрольное России государственное образование, претендовало на территорию Донецкой области, по состоянию на 23 февраля 2022 года контролируя её юго-восточную часть. В сентябре 2022 года было аннексировано Россией.
  - Луганская Народная Республика — до сентября 2022 года подконтрольное России государственное образование, претендовало на территорию Луганской области, по состоянию на 23 февраля 2022 года контролируя её южную часть. В сентябре 2022 года было аннексировано Россией.
  - Запорожская область — часть территории оккупирована и аннексирована Россией в ходе российского вторжения на Украину.
  - Херсонская область — часть территории оккупирована и аннексирована Россией в ходе российского вторжения на Украину.
- Ферганская долина, в которой располагаются территории Таджикистана, Узбекистана и Киргизии, считается зоной потенциальных конфликтов. Основная причина — неразделенные границы. Паритетная комиссия по делимитации и демаркации границ уже давно[когда?] зашла в тупик, хотя официально власти стран заявляют, что она активно работает в этом направлении[4].

## Азия

### Индия, Китай и Пакистан
- Кашмир (Кашмирский конфликт):
  - Гилгит-Балтистан и Азад-Кашмир — управляются Пакистаном, оспариваются Индией.
  - Джамму и Кашмир и Ладакх — управляется Индией, оспаривается Пакистаном.
  - Аксайчин и Каракорумское шоссе — управляются Китайской Народной Республикой, оспариваются Индией.
- Аруначал-Прадеш — управляется Индией, оспаривается Китайской Народной Республикой.
- Южный Тибет — управляется Китайской Народной Республикой, оспаривается Индией.
- Река Сэр-Крик – спорная граница между Индией и Пакистаном.[5]

### Восточная Азия
- Южные Курилы — управляются Россией, оспариваются Японией[6].
- Острова Лианкур — управляются Южной Кореей, оспариваются Японией (проблема принадлежности островов Лианкур[англ.]).
- Сенкаку — управляются Японией, оспариваются Китайской Народной Республикой и Китайской Республикой (проблема принадлежности Сенкаку).
- Тайвань и прилегающие острова — под управлением Китайской Республики, оспариваются КНР (Политический статус Тайваня).

### Юго-Восточная Азия
- острова Южно-Китайского моря (территориальные споры в Южно-Китайском море):
  - острова Спратли — отдельные острова управляются Вьетнамом, Китайской Народной Республикой, Малайзией, Филиппинами и Китайской Республикой, принадлежность всех островов оспаривается вышеобозначенными государствами, а также Брунеем (проблема принадлежности островов Спратли[англ.])
  - управляются КНР, оспариваются:
    - Парасельские острова — Китайской Республикой и Вьетнамом.
    - Мак-Клесфилдские острова[англ.] — Китайской Республикой.
    - Скарборо[англ.] — Китайской Республикой и Филиппинами.
- архипелаг Пратас — управляется Китайской Республикой, оспаривается КНР.
- Прэахвихеа — под управлением Камбоджи, оспаривается Таиландом.

### Ближний Восток
- Турецкая Республика Северного Кипра — частично признанное государство, согласно административно-территориальному делению Республики Кипр, расположенное на территории Республики Кипр.
- Западный берег реки Иордан, включающий Восточный Иерусалим — управляется и нестабильно контролируется Израилем, государством Палестина.
- Сектор Газа — управляется движением ХАМАС, оспаривается Палестинской национальной администрацией, сформированной из представителей ФАТХ.
- Голанские высоты — управляются Израилем, оспариваются Сирией.
- Мазария-Шабъа — управляется Израилем, оспаривается Ливаном и Сирией.
- остров Хавар — под управлением и контролем Бахрейна, оспаривается Катаром.
- острова Абу-Муса, Большой Томб и Малый Томб — управляются Ираном, оспариваются ОАЭ.
- участок побережья Аравийского полуострова между Катаром и Абу-Даби — управляется Саудовской Аравией, оспаривается ОАЭ.

## Америка
- Фолклендские (Мальвинские) острова — управляются Великобританией, оспариваются Аргентиной (проблема принадлежности Фолклендских островов).
- Южная Георгия и Южные Сандвичевы Острова — управляются Великобританией, оспариваются Аргентиной (проблема принадлежности Южной Георгии и Южных Сандвичевых островов[англ.]).
- Гайана-Эссекибо — управляется Гайаной, оспаривается Венесуэлой.
- Юго-восток Гайаны — управляется Гайаной, оспаривается Суринамом[7].

## Африка
- западная часть Западной Сахары — управляется Марокко, оспаривается САДР.
- восточная часть Западной Сахары (Свободная зона) — оспаривается Марокко, фактически находится под самоуправлением САДР.
- острова Жуан-ди-Нова, Европа, Глорьёз и Бассас-да-Индия — управляются Францией, оспариваются Мадагаскаром.
- Маоре (Майотта) — управляется Францией, оспаривается Коморскими Островами.
- остров Мигинго — оспаривается Кенией и Угандой.
- Остров Перехиль — управляется Испанией, оспаривается Марокко.
- Города Сеута и Мелилья — управляется Испанией, оспаривается Марокко.
- Полоса Каприви — управляется Намибией, оспаривается Ботсваной, Замбией и Зимбабве.
- Треугольник Илеми — управляется Кенией, оспаривается Южным Суданом и Эфиопией.
- Треугольник Халаиба — оспаривается Суданом и Египтом.

### Судан и Южный Судан
- район Абьей — спорный район между Суданом и Южным Суданом. Административно подчинена штату Южный Кордофан в Северном Судане. Согласно Найвашскому соглашению 2005 года имеет право свободного присоединения к Южному Судану путём референдума. В настоящее время контролируется миротворческим корпусом из Эфиопии[8].
- город Джау (Jau/Jao/Jaw) — управляется Суданом, оспаривается Южным Суданом[8].
- Джода (Jodha/Jordah/Goda) — управляется Суданом, оспаривается Южным Суданом[8].
- город Кака — управляется Южным Суданом, оспаривается местными ополченцами при поддержке Судана[8].
- Район Кафия-Кинги — управляется Суданом, оспаривается Южным Суданом[8].
- горы Мегенис — территория под управлением Судана, оспаривается Южным Суданом[8].
- город Хеглиг — управляется Суданом, оспаривается Южным Суданом[8].
- южный берег реки Эль-Араб — управляется Суданом, оспаривается Южным Суданом на основании того, что до 1956 года река являлась фактической границей между Севером и Югом[8].

## Австралия и Океания
- риф  Альберт-Майер (англ. Albert-Mayer) — управляется Тонга, оспаривается Новой Зеландией.
- риф Беверидж (англ. Beveridge Reef) — управляется Тонга, оспаривается Ниуэ (ассоциированное с Новой Зеландией государство).
- Минерва — управляется Тонга, оспаривается Фиджи.
- риф Нилосон (Ланкастер) — оспаривается Францией (Французская Полинезия).
- Остров в Торресовом проливе между австралийским полуостровом Кейп-Йорк и островом Новая Гвинея — управляются Австралией, оспариваются Папуа — Новой Гвинеей.